# Хращиця
Хращиця (хорв. Hrašćica) — населений пункт у Хорватії, в Вараждинській жупанії у складі міста Вараждин.

## Населення
Населення за даними перепису 2011 року становило 1 283 осіб.
Динаміка чисельності населення поселення:

## Клімат
Середня річна температура становить 10,38 °C, середня максимальна – 25,07 °C, а середня мінімальна – -6,44 °C. Середня річна кількість опадів – 872 мм.
| Клімат поселення                              | Клімат поселення | Клімат поселення | Клімат поселення | Клімат поселення | Клімат поселення | Клімат поселення | Клімат поселення | Клімат поселення | Клімат поселення | Клімат поселення | Клімат поселення | Клімат поселення | Клімат поселення |
| Показник                                      | Січ.             | Лют.             | Бер.             | Квіт.            | Трав.            | Черв.            | Лип.             | Серп.            | Вер.             | Жовт.            | Лист.            | Груд.            |                  |
| Середній максимум, °C                         | 5,30             | 7,32             | 11,97            | 16,54            | 21,68            | 25,07            | 24,44            | 23,71            | 19,48            | 14,40            | 8,53             | 4,51             |                  |
| Середня температура, °C                       | −0,57            | 1,44             | 6,09             | 10,68            | 15,82            | 19,21            | 20,57            | 19,84            | 15,62            | 10,54            | 4,66             | 0,66             |                  |
| Середній мінімум, °C                          | −6,44            | −4,43            | 0,24             | 4,78             | 9,93             | 13,34            | 16,71            | 15,97            | 11,74            | 6,68             | 0,79             | −3,23            |                  |
| Норма опадів, мм                              | 42               | 45               | 57               | 69               | 74               | 100              | 90               | 94               | 84               | 81               | 78               | 58               |                  |
| Середньомісячна швидкість вітру, м/с          | 1.90             | 2.16             | 2.50             | 2.50             | 2.38             | 2.10             | 2.00             | 1.80             | 1.80             | 1.90             | 2.00             | 2.00             |                  |
| Середньомісячна сонячна радіація, кДж/м²·день | 4025             | 6761             | 10512            | 14881            | 18933            | 20801            | 21374            | 18573            | 13832            | 8627             | 4500             | 3232             |                  |
| --------------------------------------------- | ---------------- | ---------------- | ---------------- | ---------------- | ---------------- | ---------------- | ---------------- | ---------------- | ---------------- | ---------------- | ---------------- | ---------------- | ---------------- |
| Джерело:                                      |                  |                  |                  |                  |                  |                  |                  |                  |                  |                  |                  |                  |                  |